# État du Nord (Soudan)
Pour les articles homonymes, voir Nord (homonymie).

Palmeraie dans l'État du Nord.

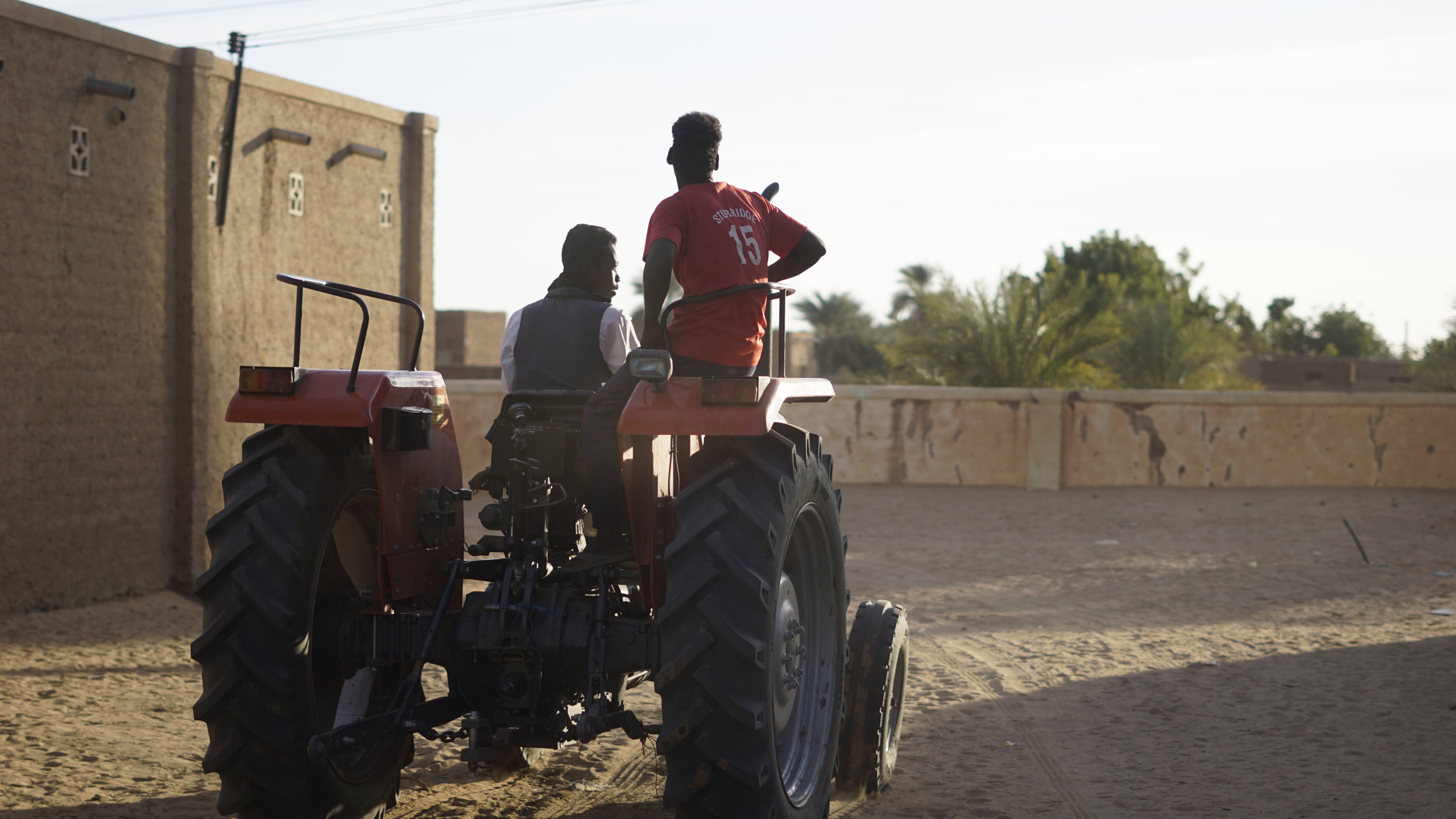
Communauté rurale à Messawi.

Le Nord (en arabe : الشمالية, al-šmalyh, « Ach Chamaliyah ») est un État (province) nord du Soudan.
Dongola est la capitale. Wadi Halfa se trouve à la frontière avec l'Égypte, au point de rupture de charge entre la voie ferrée (jusqu'à Khartoum) et le Nil.  Ach-Chamaliya est surtout couvert par le Sahara. Une faible proportion de la superficie est cultivée, le long du Nil. La population parle surtout l'arabe.